# 성가족 (회화)
성가족, 도니 톤도(Doni Tondo) 또는 도니 마돈나(Doni Madonna)는 성년 미켈란젤로 부오나로티가 완성한 유일한 패널화이다. 현재 이탈리아 피렌체의 우피치 미술관에 있으며, 원본 액자에 그대로 보존되어 있는 성가족은 강력한 토스카나 가문인 스트로치 가문의 딸인 마달레나 스트로치와 아뇰로 도니의 결혼을 기념하기 위해 의뢰되었을 가능성이 높다. 이 그림은 톤도 형태로 되어 있으며, 이는 이탈리아어로 '둥근'을 의미하고, 르네상스 시대에 가정의 이상과 자주 연관되는 형태이다.
이 작품은 도니의 1503년 또는 1504년 결혼 이후부터 1508년 시스티나 경당 천장화가 시작되기 전 사이에 제작되었을 것으로 추정한다. 성가족은 전경에 성가정(아기 예수, 마리아, 요셉)을 묘사하고 있으며, 중경에는 세례자 요한이 있고, 배경에는 다섯 명의 나체 남성 인물이 포함되어 있다. 이 나체 인물들의 포함은 다양한 방식으로 해석되어 왔다.

## 묘사
마리아는 구성에서 가장 두드러진 인물로, 그림의 중앙 대부분을 차지한다. 그녀는 자신과 잔디 사이에 쿠션 없이 땅에 직접 앉아 있으며, 이는 그녀와 땅과의 관계라는 주제를 더 잘 전달하기 위함이다(?). 요셉은 마리아보다 그림에서 더 높은 위치에 있지만, 이는 성가정의 구성에서는 특이한 특징이다. 마리아는 그의 다리 사이에 앉아 있는데, 마치 그가 그녀를 보호하는 듯하며, 그의 큰 다리는 사실상의 왕좌를 형성한다. 마리아가 요셉으로부터 아기 예수를 받고 있는지, 아니면 그 반대인지는 논쟁의 여지가 있다. 피렌체의 수호성인인 세례자 요한은 마돈나와 아기 예수를 묘사한 피렌체 작품에 매우 흔하게 포함된다. 그는 그림의 중간 배경에, 성가정과 배경 사이에 위치한다. 장면은 전원적인 것으로 보이며, 성가정이 잔디밭에서 즐거운 시간을 보내고 있고, 배경의 (묘하게) 무관해 보이는 집단과는 낮은 벽으로 분리되어 있다.
이 그림은 아직 원본 액자에 보존되어 있으며, 미켈란젤로가 영향을 미치거나 디자인에 도움을 주었을 수도 있다. 액자는 정교하게 조각되어 있으며, 공간으로 3차원적으로 돌출된 다섯 개의 머리가 포함되어 있어 다소 특이하다. 배경의 나체 인물들과 마찬가지로, 이 머리들의 의미는 추측의 대상이 되어 왔다. 액자에는 초승달, 별, 식물, 사자 머리 조각도 포함되어 있다. 이러한 상징들은 아마도 도니 가문과 스트로치 가문의 문장에서 따온 것으로, 이 두 가문에 대한 참조일 것이다. 액자에 묘사된 대로, "달들은 사자들과 서로 얽히는 리본으로 묶여 있다"는 것은 두 가문의 결혼을 의미할 수 있다.
전경과 배경을 분리하는 수평 띠, 아마도 벽이 있다. 배경 인물은 다섯 명의 나체 인물이며, 그들의 의미와 기능은 많은 추측과 논쟁의 대상이다. 우리 관객에게 훨씬 더 가깝기 때문에, 성가정은 배경의 나체 인물들보다 훨씬 크며, 이는 2차원 이미지에서 깊은 공간의 환상을 돕는 장치이다. 세례자 요한 뒤에는 반원형 능선이 있으며, 시스티나 이그누디가 기대어 있거나 그 위에 앉아 있다. 이 반원은 그림 자체의 원형을 반영하거나 미러링하며, 주요 그룹(성가정)의 수직적 특성에 대한 대비 역할을 한다. 마리아와 요셉은 그리스도를 응시하지만, 배경의 나체 인물 중 어느 누구도 그를 직접 바라보지 않는다. 먼 배경에는 대기 원근법으로 묘사된 산악 풍경이 포함되어 있다.

## 기법

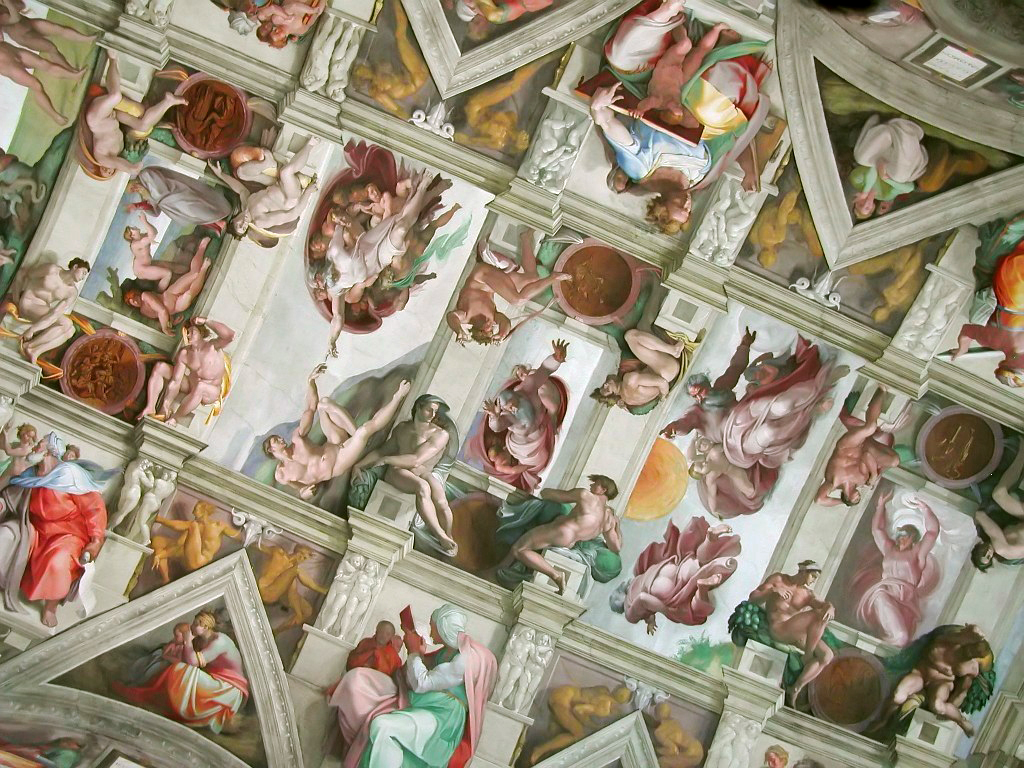
성가족에서 미켈란젤로의 회화 양식의 증거가 보인다. 이 이미지에 대한 그의 작업은 시스티나 경당에서의 그의 기법을 예고한다.

성가족은 미켈란젤로가 조수의 도움 없이 그린 유일한 현존하는 패널화로 여겨진다. 그리고 그의 맨체스터 마돈나와 그리스도의 매장(둘 다 내셔널 갤러리)과는 달리, 그에게 귀속되는 것은 결코 의문시되지 않았다. 밝은 색상의 병치는 미켈란젤로의 후기 시스티나 천장 프레스코화에서 동일한 색상 사용을 예고한다. 드레이퍼리의 주름은 날카롭게 모델링되었고, 인물들의 모델링은 뚜렷하게 조각적이며, 그들이 매체 대리석으로 조각된 것처럼 보인다. 배경의 나체 인물들은 더 부드러운 모델링을 가지고 있으며 이그누디, 즉 시스티나 천장 프레스코화의 남성 나체 인물들의 선구자처럼 보인다. 미켈란젤로의 기법은 가장 강렬한 색상부터 위로 더 밝은 색상으로 음영을 넣는 것을 포함하며, 더 어두운 색상을 그림자로 사용한다. 특정 방식으로 안료를 적용함으로써, 미켈란젤로는 배경에 "초점이 맞지 않은" 효과를 만들고 전경에 세부적인 초점을 맞추었다. 가장 생생한 색상은 성모의 옷에 위치하며, 이는 그림에서 그녀의 중요성을 나타낸다. 마리아의 남성성은 시스티나 경당에서 그랬던 것처럼 미켈란젤로가 여성 인물에 남성 모델을 사용했기 때문으로 설명될 수 있다.
미켈란젤로는 제한된 안료 팔레트를 사용했다. 납백, 남동석, 녹청 및 기타 몇 가지가 포함된다. 그는 황토를 피하고 주색은 거의 사용하지 않았다.

## 영향

성가족은 레오나르도 다 빈치의 성 안나와 함께 있는 성모자 초기 버전에 영향을 받았다. 이 그림은 1510년에 완성된 버전이다.

이 구성은 아마도 레오나르도 다 빈치의 성 안나와 함께 있는 성모자를 위한 카르툰(세부적인 후기 단계 예비 스케치를 의미하는 용어)에 부분적으로 영향을 받았을 것이다. 미켈란젤로의 성가정은 이미지의 중앙 전경에 밀착되고 분리된 그룹을 형성하며, 성모의 형상은 전형적인 르네상스 피라미드 또는 삼각형을 이룬다. 미켈란젤로는 1501년 피렌체에서 다비드 작업을 하던 중 이 그림을 보았다.

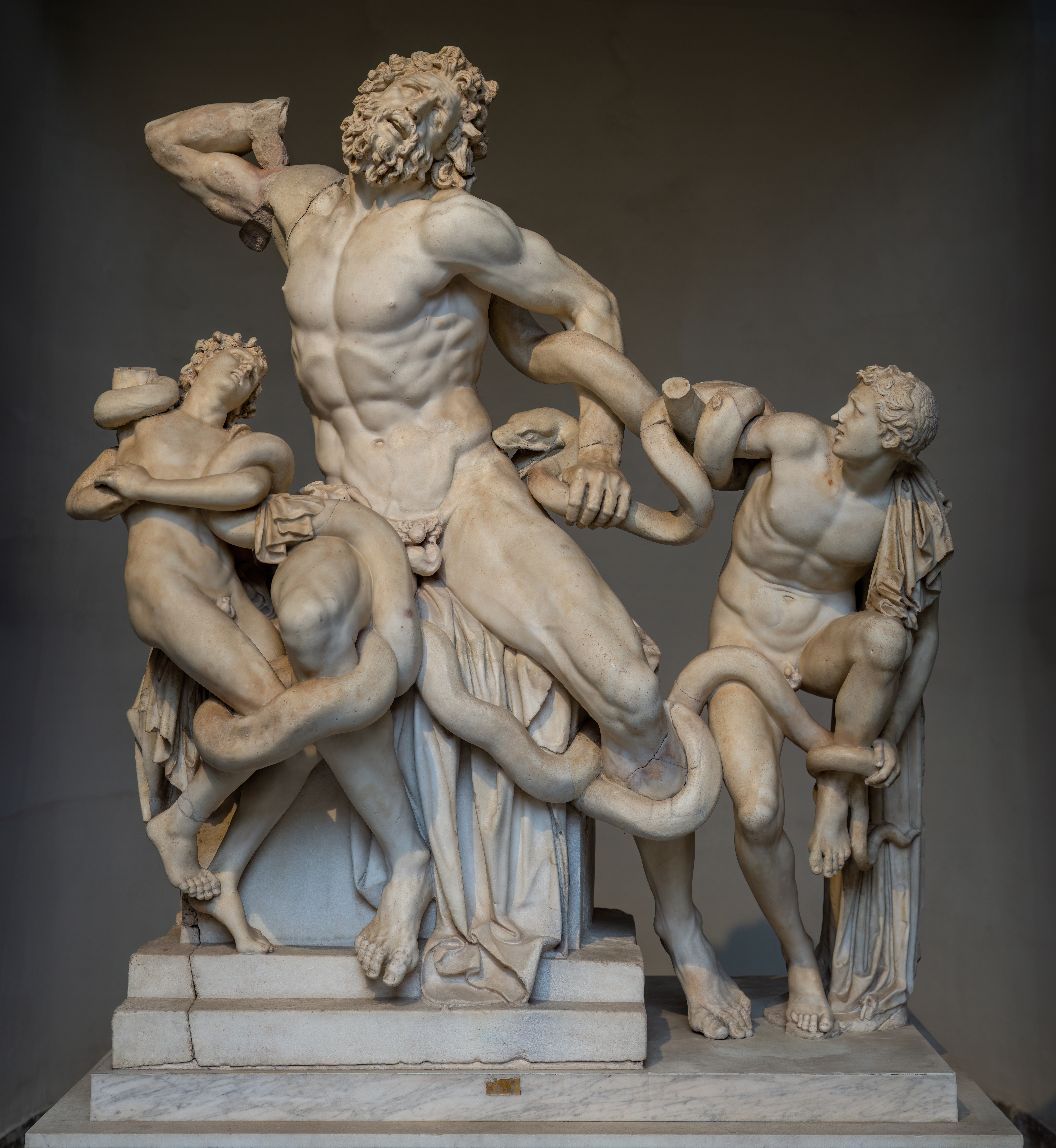
톤도 배경의 나체 인물들은 1506년 로마에서 발견된 라오콘 군상 조각상에 영향을 받았다고 하며, 따라서 미켈란젤로의 그림은 그 이후 날짜로 거슬러 올라간다.

성가족은 또한 루카 시뇨렐리의 우피치 미술관에 있는 메디치 마돈나와 관련이 있다. 미켈란젤로는 아마도 그 작품과 그 아이디어를 알고 있었을 것이며, 그 아이디어를 자신의 작품에 통합하고 싶었을 것이다. 시뇨렐리의 마돈나도 비슷하게 톤도 형식을 사용하고, 배경에 나체 남성 인물을 묘사하며, 성모가 땅에 직접 앉아 있는 모습을 보여준다.
이 그림의 세 가지 측면은 미켈란젤로가 메디치 리카르디 궁전에서 접할 수 있었던 고대 사드니쿠스 카메오와 도나텔로 주변의 15세기 부조에 기인할 수 있다: 원형 형식, 마리아의 남성성, 그리고 아기 예수의 위치. 성모의 오른팔은 카메오에 있는 사티로스의 팔을 반영하고, 카메오에는 또한 사티로스의 어깨에 위치한 아기가 묘사되어 있는데, 이는 마리아의 오른팔 위로 지나가는 아기 예수의 위치와 유사하다.
또한, 일부 학자들은 미켈란젤로가 1506년 로마에서 발굴된 유명한 그리스-로마 조각상인 라오콘 군상에 영감을 받았다고 주장하는데, 미켈란젤로가 그 발굴 현장에 있었던 것으로 알려져 있다. 세례자 요한 바로 뒤, 우리 오른쪽에 있는 나체 인물의 자세는 라오콘에서 뱀에 의해 포획된 인물들의 비틀린 자세에 영향을 받은 것으로 보인다 (만약 그렇다면, 이는 성가족의 제작 연대를 몇 년 늦출 것이다).
더 나아가, 그림 액자에 다섯 개의 돌출된 머리가 포함된 것은 기베르티의 천국의 문, 즉 미켈란젤로가 크게 존경했던 피렌체 세례당의 청동문에 나타나는 유사한 모티프에 대한 참조로 자주 여겨진다.

## 식물 상징
세례자 요한 앞에 있는 식물은 우슬초와 수레국화의 특징을 모두 가지고 있지만, 벽에서 자라기 때문에 거의 확실히 우슬초이다. 수레국화는 그리스도의 속성이며 천국을 상징하는 반면, 우슬초는 그리스도의 겸손과 세례를 모두 상징한다. 배경에는 백향목을 상징하는 시트론 나무가 있다. 미켈란젤로는 우슬초와 나무를 사용하여 라바누스 마우루스의 인용문을 시각적으로 표현한다. "레바논의 백향목에서 돌담에 자라는 우슬초에 이르기까지 우리는 그리스도가 아버지에게서 받은 신성과 성모 마리아에게서 받은 인성에 대한 설명을 가지고 있다." 전경의 클로버는 삼위일체와 구원을 상징한다. 아네모네 식물은 삼위일체와 그리스도의 수난을 상징한다.

## 학술 이론

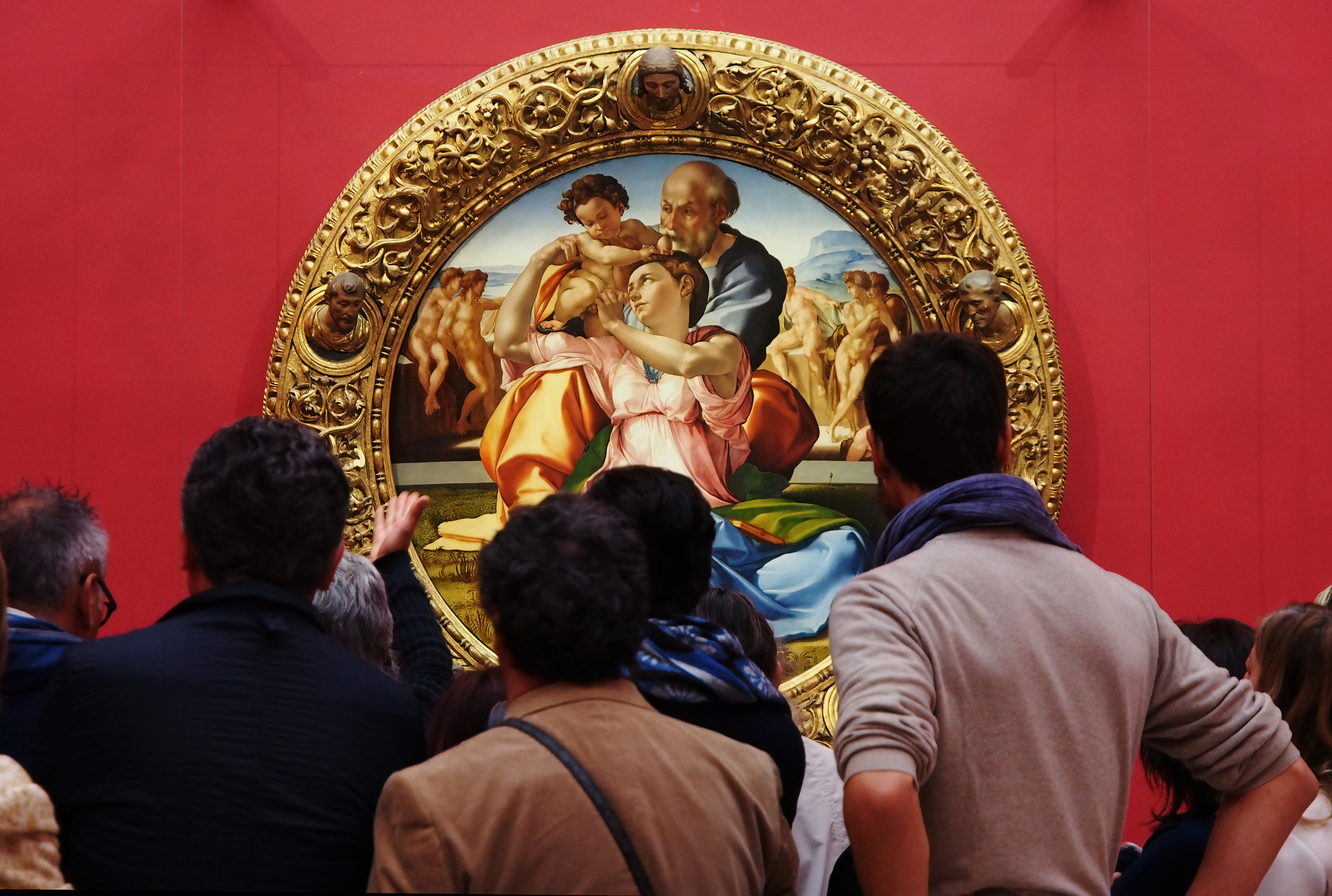
우피치 미술관에서 성가족을 관람하는 방문객들

이 작품의 다양한 부분에 대한 수많은 해석이 있다. 대부분의 해석은 성가정과 배경 인물들 간의 관계를 정의하는 방식에서 차이를 보인다.
폴 바로스키는 성가족이 "스타일, 상징, [또는] 도상학의 예시 이상인 '헌신적인 이미지'"라고 주장한다. 바로스키는 그의 논문의 상당 부분을 조르조 바사리가 그의 저서 치마부에부터 우리 시대까지의 가장 훌륭한 이탈리아 화가, 조각가, 건축가의 생애에서 사용한 언어에 기반을 둔다. 헌신이라는 아이디어에 대한 그의 지지는 그리스도가 그림에서 선물처럼 제시된다는 점에서 비롯되는데, 그는 이를 "선물"을 의미하는 이탈리아어 단어 donare와 후원자의 이름인 도니('선물'을 의미) 사이의 말장난으로 연결시킨다. 그리스도를 선물로 비유하는 것을 더욱 발전시켜, 마리아가 그림에서 그리스도를 안고 있는 모습은 미사 중 성체를 높이 드는 것을 참조하는 것으로 보인다.
미렐라 레비 단코나는 이 이미지가 인간 구원과 영혼의 불멸에 대한 성가정 구성원들의 역할에 대한 미켈란젤로의 견해를 반영한다고 주장한다. 성모의 위치와 강조는 인간 구원에서의 그녀의 역할 때문이다. 그녀는 그리스도의 어머니이자 그에게 호소할 수 있는 최고의 중재자이다. 피렌체에서 도미니크 수도회의 프라 지롤라모 사보나롤라에게 강한 영향을 받았던 미켈란젤로는 이 그림을 사용하여 도미니코회의 철학인 원죄 없는 잉태에 대한 개념을 거부하는 마쿨리스트 관점을 옹호한다. 마쿨리스트 관점은 성모가 출생 시 성화된 것이 아니라 그리스도의 강생 순간에 성화되었다는 것이다. 따라서 이 그림은 아기 예수가 그녀를 축복하는 모습을 보여줌으로써 마리아의 성화 순간을 묘사한다. 미켈란젤로는 그리스도가 마리아의 어깨에서 자라나 인간 형상을 취하는 것처럼 묘사하는데, 한쪽 다리는 힘없이 늘어져 있고 다른 쪽 다리는 전혀 보이지 않아 그가 마리아의 일부가 되게 한다. 더욱이, 그의 근육과 균형은 상승하는 움직임을 전달하는데, 마치 그가 그녀에게서 자라나는 것처럼 보이지만, 그는 마리아 위에 있어 그녀에 대한 그의 우월성을 주장한다. 더욱이, 그녀는 나체 인물들이 세례를 통해 정화되고 깨끗해지기 위해 옷을 벗은 죄인으로 해석되어야 한다고 주장한다. 죄인들과 성가정을 분리하는 물은 그림 중앙의 수평 띠 바로 너머에 있으며, 따라서 성경에 언급된 "분리의 물"로 볼 수 있다. 그녀는 또한 다섯 인물이 영혼의 다섯 부분을 나타낼 수 있다고 주장하는데, 왼쪽의 상위 영혼(영혼과 지성)과 오른쪽의 하위 영혼(상상력, 감각, 양육 기능)으로, 미켈란젤로가 다른 작품에서도 참조하는 마르실리오 피치노의 견해를 시각적으로 묘사한 것이다. 또한, 그들을 별개의 그룹으로 보면서, 그녀는 마리아의 오른쪽에 있는 두 인물이 그리스도의 인간적 본성과 신성한 본성을 나타내고, 왼쪽에 있는 세 인물이 삼위일체를 나타낸다고 제안한다.
앙드레 헤이움은 도니 가문이 톤도를 의뢰한 것이 그림을 "헌신적인 대상"으로 보기보다는 "세속적이고 가정적인 이상"을 강조하는 데 도움이 되었다고 주장한다. 그림의 형식으로 톤도를 선택함으로써 미켈란젤로는 "동방 박사의 경배, 그리스도 탄생, [그리고] 성모자상"을 묘사하는 것과 오랫동안 연관되어 온 형식을 참조한다. 헤이움은 또한 작품 전반에 걸쳐 노아에 대한 많은 암시를 발견한다. 그녀는 성모를 노아의 며느리인 시빌과 관련시키고, 따라서 요셉을 노아 자체의 구현으로 본다. 헤이움은 미켈란젤로의 시스티나 천장 그림에 묘사된 요셉과 노아 사이의 직접적인 연결을 인정함으로써 이를 더욱 지지한다. 노아 이야기와의 연결은 배경의 나체 인물들에 대한 설명도 제공하는데, 그들의 형태는 노아의 술취함에 나오는 아들들에게 영감을 주었을 수도 있다. 노아 이야기에 대한 암시는 또한 세례수라는 주제를 불러일으키며, 따라서 단코나의 해석과 유사한 나체 인물에 대한 해석을 제시한다: 세례자 요한으로부터 "세례를 기다리는 예비 신자"로, "구덩이 같은 공간 속에서의 고립"은 그가 세례자로서의 특별한 역할을 나타낸다.
로버타 올슨은 이 그림이 "가족의 중요성"을 묘사하고 "도니의 희망하는 후손"과 관련이 있다고 말한다. 이 그림이 "좋은 결혼"을 묘사하는 방식 중 하나는 요셉과 마리아 사이에서 예수를 다루는 "상호 작용"으로 보이는 방식이다. 요셉의 옷 색깔, 즉 가족의 신성한 측면과 "진리"를 나타내는 노란색, 그리고 다윗 왕조에서 유래하는 왕족 혈통을 나타내는 보라색을 통해 요셉에게 많은 중요성이 부여된다. 또한, 요셉은 "영아기를 넘긴 도니의 셋째 아이"의 중간 이름을 참조함으로써 그림에서 중요하게 여겨진다. 세례라는 주제는 기베르티의 천국의 문(두 개의 기베르티 작품을 포함하여 피렌체 세례당의 세 개의 문 중 하나)에 대한 가능한 참조를 통해 그림 액자에서도 제안되는데, 조각된 세부 사항은 세례 의식을 간접적으로 참조하며, 이는 도니 가문과 그들이 좋은 결혼의 결과로 아이를 원하는 소망에 중요했으며, 성가정으로 예시되어 아마도 작품 의뢰의 한 이유일 것이다.

## 같이 보기
위키미디어 공용에 성가족 관련 미디어 분류가 있습니다.
- 미켈란젤로의 작품 목록

## 내용주
1. ↑  미켈란젤로의 작품으로 일반적으로 인정되지만 미완성인 다른 두 패널화 – 그리스도의 매장과 소위 맨체스터 마돈나 – 는 모두 런던 내셔널 갤러리에 있다.

## 참고 문헌
- Barolsky, Paul (2003). 《Michelangelo's Doni Tondo and the Worshipful Beholder》. 《Notes in the History of Art》 22. 8–11쪽. doi:10.1086/sou.22.3.23206720. S2CID 192987028.
- Buzzegoli, Ezio (December 1987). 《Michelangelo as a Colourist, Revealed in the Conservation of the Doni Tondo》. 《Apollo》. 405–408쪽.
- d’Ancona, Mirella Levi (1968). 《The Doni Madonna by Michelangelo: An Iconographic Study》. 《The Art Bulletin》 50 (Taylor & Francis). 43–50쪽. doi:10.2307/3048510. ISBN 978-0-8153-1823-1. JSTOR 3048510.
- Hartt, Frederick; David G. Wilkins (2003). 《History of Italian Renaissance Art: Fifth Edition》. New Jersey: Prentice-Hall. 506–508쪽.
- Hayum, Andrée. 《Michelangelo's Doni Tondo: Holy Family and Family Myth》. 《Studies in Iconography》. 7/8.1981/82(1982), No. 1. 209–251쪽.
- Olson, Roberta J. M. (1993). 《Lost and Partially Found: The Tondo, a Significant Florentine Art Form, in Documents of the Renaissance》. 《Artibus et Historiae》 14. 31–65쪽. doi:10.2307/1483444. JSTOR 1483444.
- Olsen, Roberta J.M. (2000). 〈Painted Devotional Tondi: Michelangleo Buonarotti's Doni Tondo〉. 《The Florentine Tondo》. New York: Oxford University Press. 219–226쪽.
- Smith, Graham (1975). 《A Medici Source for Michelangelo's Doni Tondo》. 《Zeitschrift für Kunstgeschichte》. 38 Bd., H. 1 (Taylor & Francis). 84–85쪽. doi:10.2307/1481909. ISBN 978-0-8153-1823-1. JSTOR 1481909.
- Zimmer, William (1991). 《The Tondo》. 《Art Journal》 50. 60–63쪽. doi:10.2307/777088. JSTOR 777088.
- Natali, Antonio (2014), Michelangelo. Inside and outside the Uffizi, Florence: Maschietto Editore, 2014. ISBN 978-88-6394-085-5
- Michelangelo Buonarroti, Doni Tondo, ColourLex
- E. Buzzegoli, R. Bellucci, Michelangelo’s Doni Tondo investigated with non-invasive analytical techniques, in Studying old master paintings, Technology and Practice, ed. by M. Spring, London 2011